# 阪倉篤義
阪倉 篤義（さかくら あつよし、1917年5月23日 - 1994年10月22日）は、日本の国文学者・国語学者。文学博士（京都大学・論文博士・1962年）。京都大学名誉教授。

## 来歴
京都府京都市出身。父は漢学者の阪倉篤太郎。
1941年京都帝国大学文学部国文科卒業。1943年入隊、長沙市にて終戦を迎える。1946年6月に復員、11月に中村憲吉の三女始子と結婚。
1949年京都大学教養部助教授、1962年「語構成の研究」で京大より文学博士の学位を取得。1963年教授、1981年定年退官、名誉教授、甲南女子大学教授。
1991年秋、勲三等旭日中綬章受章。
1994年脳動脈瘤破裂、心機能低下により京都市西京区の病院で死去。柩が葬儀場の寺院を出て行くとき、第三高等学校寮歌「紅萌ゆる丘の花」の歌声が起こった。

## 業績
研究領域は幅広いが、中心は上代日本語の語彙論や文法論であった。とりわけ関心を注いだのは、「語がどのようにして構成されているか」という分野で、阪倉は「語は恣意的にできるのではなく、従うべき法則が厳然と存在する」とし、「語構成論」という術語を定着させた。若年以来、上代日本語の語構成の分析について、慎重着実な方法に基づき、大胆かつ説得性の高い着実な方法を提示したが、それは「音義説」などの因習から脱却した画期的な語彙研究であった。平安時代の和文の係助詞「なむ」の表現価値を始めとする一連の国語史研究や語源論もまた、厳密な語構成論を前提としている。
また、日本古典文学大系の中で、『竹取物語』『夜半の寝覚』などの校訂注釈を担当するなど、国語学のみならず、国文学の面にも卓越した成果を挙げている。

## 人物
国語辞典などの監修者でも知られ、晩年は新村出記念財団理事長を務め、『広辞苑』第三版（岩波書店、1983）、同第四版 (1991) 刊行に際し序文も担当した。なお、学外の主な活動としては、日本学術会議専門委員、国語審議会委員、国立国語研究所評議員、国文学研究資料館評議員、国語学会代表理事などを務めた。

## 著作

### 単著
- 『日本文法の話』（創元社）1955／改稿 教育出版 新版1996／ちくま学芸文庫 2024
- 『日本文法辞典』弘文堂（アテネ文庫）1957
- 『語構成の研究』（角川書店）1966
- 『文章と表現』（角川書店）1975
- 『日本語の語源』（講談社現代新書）1978／ 増補版 平凡社ライブラリー 2011.3
- 『日本語表現の流れ』（岩波書店）1993 など

### 校注・訳
- 『日本古典文学大系 竹取物語』岩波書店 1957 のち岩波文庫
- 『日本古典文学大系 夜の寝覚』岩波書店 1964
- 『なよ竹のかぐや姫 竹取物語・伊勢物語・大和物語』平凡社（名作文庫）1977
- 『今昔物語集 本朝世俗部 新潮日本古典集成』全4冊（川端善明、本田義憲共注、新潮社）1978-84、新版2015

### 共編著
- 『古語小辞典』専門図書 1959
- 『現代のことば』（寿岳章子、樺島忠夫共著、三一書房）1960
- 『日本文法』（樺島忠夫共著）三省堂 1967 指向と研究
- 『夜の寝覚総索引』（高村元継、志水富夫共編、明治書院）1974
- 『国語学概説』（有精堂出版）1975
- 『日本語の基礎 自国語を再考する』編著 旺文社 1982 ラジオ大学講座
- 『日本語の基礎』（放送大学教育振興会）1986
- 『家 一語の辞典』（浅見徹との共著、三省堂）1996
- 『国語辞典』（林大との共著、講談社）

### 監修
- 日本語大辞典（梅棹忠夫、金田一春彦、日野原重明との共同監修、講談社）
  - カラー版日本語大辞典（梅棹忠夫、金田一春彦、日野原重明との共同監修、講談社）
- 角川古語大辞典全5巻（岡見正雄、中村幸彦共編、角川書店）